# Mikkel Duelund
Mikkel Duelund (født 29. juni 1997) er en dansk fodboldspiller, der spiller for Vejle Boldklub.

## Klubkarriere
Duelund er født i Aarhus og startede i en alder af to år i Virup IF. Fra at han var to år, og til han blev otte år, nåede han at spille for først Vejlby Risskov Idrætsklub (VRI) og dernæst Hjortshøj Egå Idrætsforening (HEI). Som otteårig skiftede han til Idrætsklubben Skovbakken, hvor han spillede i tre år.
Han skiftede som 11-årig fra Idrætsklubben Skovbakken til AGF. Han havde efterfølgende tilbud fra flere andre klubber, men han valgte i en alder af 14 år at skifte til FC Midtjylland.

### FC Midtjylland
I 2013 var Duelund til prøvetræning i Æresdivisionen-klubben PSV Eindhoven, men valgte i sidste ende at forblive i FC Midtjylland. Som U/19-spiller var i 2014-15-sæsonen med at blive delt ligascorer med 15 mål samt at vinde ligaen. I 2014 blev han af The Guardian som en af verdens 40 bedste talenter.
Han fulgte op på sin ungdomskarriere ved at blive en del af førsteholdet. Han fik sin debut i Superligaen den 21. marts 2015 i en 3-0-sejr Hobro IK, da han blev skiftet ind i stedet for Petter Andersson. Ved udgangen af sin debutsæson var han med til at sikre klubben dens første Superligatitel nogensinde. I 2015 scorede han sit første mål i UEFA Champions League mod Lincoln Red Imps og fik sin debut i UEFA Europa League mod Napoli. For sine præstationer i 2015 blev han kåret som årets U/19-spiller af DBU.
I 2016-17 blev han syvende yngste nogensinde til at score ti mål i Superligaen. Han blev endvidere kåret som årets teenager i den forgangne sæson af Superligaens assistenttrænere.
Duelund opnåede i marts 2018 at have spillet 100 kampe for FC Midtjylland og markerede pilemælen ved at score et mål i en 2-1-sejr over Silkeborg. I 2017-18-sæsonen var han med til at genvinde titlen foran Brøndby IF.

### Dynamo Kyiv
Den 31. august 2018 på sidste dag af sommertransfervinduet blev det offentliggjort, at Duelund skiftede til Dynamo Kyiv. Han skrev under på en femårig kontrakt gældende frem til sommeren 2023.
Efter et lejeophold i NEC Nijmegen blev hans ophold i Kyiv besværligt efter Ruslands angreb på Ukraine, og FIFA tillod derpå udenlandske spillere i ukrainske klubber at spille i andre lande. Duelund kom herpå på et nyt lejeophold i begyndelsen af 20234, denne gang i AGF.

### AGF
Lejemålet fortsatte fra sommeren 2023, for selv om Duelund havde haft nogle skader, havde han spillet 11 kampe og scoret to mål. Han var skadet hele efteråret, men da han var klar igen spillede han flere kampe i foråret 2024, og på samme tid blev lejemålet ændret til en kontrakt frem til sommeren 2025.
Det blev dog ikke til så megen spilletid i sæsonen 2024-2025, og hans kontrakt med klubben blev ikke forlænget.

### Vejle
I sommerpausen 2025 skiftede Duelund til superligarivalerne fra Vejle Boldklub, hvor han fik en toårig kontrakt.

## Landsholdskarriere
Han fik sin debut i landsholdsregi den 22. november 2012 for U/16-landsholdet. Han startede inde og spillede de første 50 minutter, inden han blev erstattet af Mads Thychosen i en 1-1-venskabskamp mod Tyrkiet.
I juni 2017 var Duelund en af blot to 19-årige i Danmarks trup til U/21 EM i fodbold 2017 i Polen. Han spillede to kampe under turneringen, herunder en kamp som en del af startopstillingen i et 3-0-nederlag til den efterfølgende mestre fra Tyskland, inden Danmark var slået ud efter gruppespillet.

## Titler

### Klub

#### FC Midtjylland
- Superligaen (2): 2014-15; 2017-18[8][15]

### Individuelt
- Årets U/19-spiller i Danmark (DBU): 2015[11]
- Årets teenager i Superligaen: 2016-17[12]